# 康永
康永（）は、日本の南北朝時代の元号の一つ。北朝方にて使用された。暦応の後、貞和の前。1342年から1345年までの期間を指す。この時代の天皇は、北朝方が光明天皇、南朝方が後村上天皇。室町幕府将軍は足利尊氏。

## 改元
- 暦応5年4月27日（ユリウス暦1342年6月1日） 天変・疫病により改元
- 康永4年10月21日（ユリウス暦1345年11月15日） 貞和に改元

## 康永期におきた出来事
元年
- 5月、南朝の懐良親王が薩摩(鹿児島県)へたどり着く。
- 9月、京都で土岐頼遠が光厳上皇の輿に対して矢を射る事件が起る。頼遠は12月に処刑される。

2年
- 4月、南朝の北畠親房が拠る常陸国(茨城県)の関城が高師冬の攻撃で陥落し、親房は吉野へ逃れる。

### 死去
1年
- 6月、脇屋義助
- 12月、土岐頼遠

## 西暦との対照表
※は小の月を示す。
| 康永元年（壬午） | 一月      | 二月※ | 三月    | 四月※ | 五月  | 六月※ | 七月  | 八月 | 九月※ | 十月  | 十一月 | 十二月※ |          |
| 興国三年         | 一月      | 二月※ | 三月    | 四月※ | 五月  | 六月※ | 七月  | 八月 | 九月※ | 十月  | 十一月 | 十二月※ |          |
| ---------------- | --------- | ----- | ------- | ----- | ----- | ----- | ----- | ---- | ----- | ----- | ------ | ------- | -------- |
| ユリウス暦       | 1342/2/6  | 3/8   | 4/6     | 5/6   | 6/4   | 7/4   | 8/2   | 9/1  | 10/1  | 10/30 | 11/29  | 12/29   |          |
| 康永二年（癸未） | 一月※     | 二月  | 三月※   | 四月※ | 五月  | 六月※ | 七月  | 八月 | 九月※ | 十月  | 十一月 | 十二月※ |          |
| 興国四年         | 一月※     | 二月  | 三月※   | 四月※ | 五月  | 六月※ | 七月  | 八月 | 九月※ | 十月  | 十一月 | 十二月※ |          |
| ユリウス暦       | 1343/1/27 | 2/25  | 3/27    | 4/25  | 5/24  | 6/23  | 7/22  | 8/21 | 9/20  | 10/19 | 11/18  | 12/18   |          |
| 康永三年（甲申） | 一月      | 二月  | 閏二月※ | 三月※ | 四月※ | 五月  | 六月※ | 七月 | 八月※ | 九月  | 十月   | 十一月  | 十二月※  |
| 興国五年         | 一月      | 二月  | 閏二月※ | 三月※ | 四月※ | 五月  | 六月※ | 七月 | 八月※ | 九月  | 十月   | 十一月  | 十二月※  |
| ユリウス暦       | 1344/1/16 | 2/15  | 3/16    | 4/14  | 5/13  | 6/11  | 7/11  | 8/9  | 9/8   | 10/7  | 11/6   | 12/6    | 1345/1/5 |
| 康永四年（乙酉） | 一月      | 二月※ | 三月    | 四月※ | 五月※ | 六月  | 七月※ | 八月 | 九月※ | 十月  | 十一月 | 十二月  |          |
| 興国六年         | 一月      | 二月※ | 三月    | 四月※ | 五月※ | 六月  | 七月※ | 八月 | 九月※ | 十月  | 十一月 | 十二月  |          |
| ユリウス暦       | 1345/2/3  | 3/5   | 4/3     | 5/3   | 6/1   | 6/30  | 7/30  | 8/28 | 9/27  | 10/26 | 11/25  | 12/25   |          |